# Monodontomerus usticensis
Monodontomerus usticensis är en stekelart som beskrevs av Riggio och De Stefani 1888. Monodontomerus usticensis ingår i släktet Monodontomerus och familjen gallglanssteklar. Inga underarter finns listade i Catalogue of Life.